# Axe du Mal

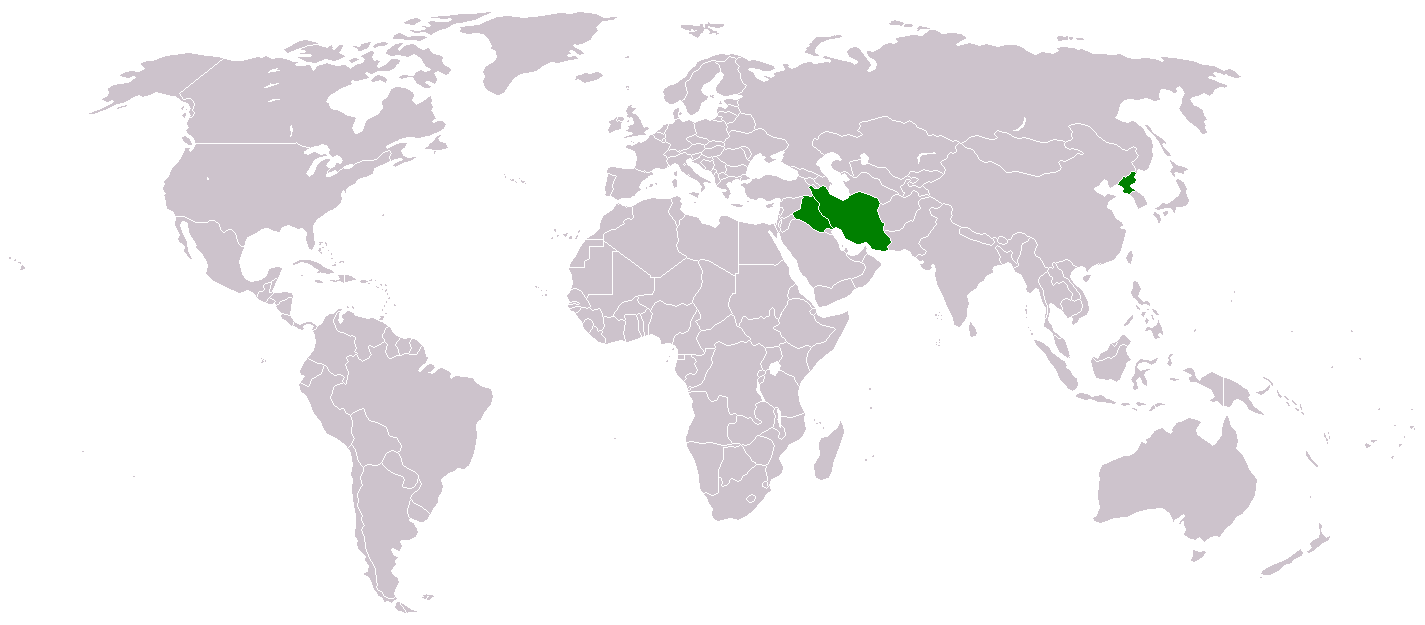
L'« axe du mal » selon l'administration Bush.

« Axe du Mal » (de l'anglais "axis of evil") est un slogan néo-conservateur qui sert à désigner les différents pays présentés par l'administration de l'ex-président américain George W. Bush comme souhaitant se procurer des armes de destruction massive et soutenant le terrorisme. Les pays initialement visés par le terme sont l'Iran, l'Irak et la Corée du Nord.

## Histoire et objectif
Cette expression est due à David Frum, rédacteur des discours du président Bush, qui l'emploie pour la première fois le 29 janvier 2002 lors de son discours sur l'état de l'Union.
Elle est notamment utilisée par l'administration Bush dans le cadre de la préparation de l'opinion publique américaine et internationale à l'entrée en guerre en Irak en 2003 et également à des fins de pressions politiques sur les pays concernés, pour les stigmatiser et ainsi les mettre au ban de la communauté internationale.

## Pays désignés
L'administration Bush a désigné en 2002 trois pays qui forment l'axe du mal :
- Corée du Nord ;
- Irak sous le régime de Saddam Hussein ;
- Iran.

Selon cette administration ces pays soutiendraient le terrorisme et posséderaient des armes de destruction massive ou pourraient s'en procurer, ou/et auraient tendance à violer les traités de non-prolifération et de désarmement des armes nucléaires qu'ils ont signés.
L'Irak a été faussement accusé, par l'administration de George W. Bush, de posséder des armes de destructions massives (ADM) et d'avoir des liens avec Al-Qaïda. Aucune ADM n'a été trouvée, ni par les inspecteurs de l'ONU, ni par les Américains eux-mêmes. Quant aux liens avec le mouvement terroriste, le sénat américain reconnaît qu'il n'existe aucun lien entre les deux.

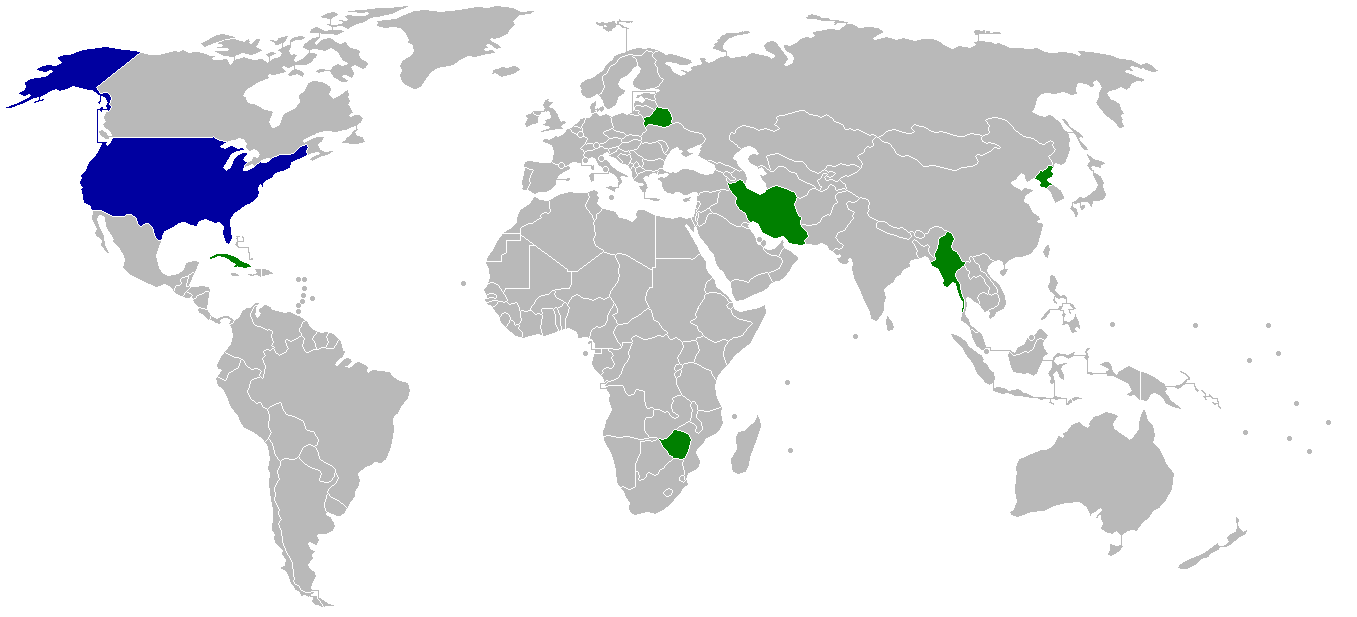
L'« avant-poste de la tyrannie » selon l'administration Bush.
États-Unis
États considéré comme l'« avant-poste de la tyrannie »

L'axe du mal doit être différencié de l'avant-poste de la tyrannie, composé des pays désignés dans le discours de Condoleezza Rice le 18 janvier 2005 :
- Biélorussie ;
- Birmanie sous le régime de la junte militaire ;
- Corée du Nord ;
- Cuba ;
- Iran ;
- Zimbabwe.

La notion d'« avant-poste de la tyrannie » fait référence au régime politique interne, à la différence de l'axe du mal.

## Critiques
Bien que la plupart des démocraties reconnaissent que ces pays représentent un danger pour la stabilité et la paix de leur région pour diverses raisons, elles sont nombreuses à critiquer cette expression, qui serait inexacte, simpliste et qui jetterait plus d'huile que d'eau sur le feu des discordes qui règnent actuellement.
Inexacte, car le mot Axe sous-entend une concertation des pays faisant partie de l'Axe du Mal, et bien qu'il y ait certainement des associations entre eux (par exemple le commerce d'armes entre la Corée du Nord et l'Iran), il n'y a aucun élément indiquant une entente explicite ou tacite entre ces pays contre les États-Unis.
Simpliste selon les critiques qui affirment que la locution sous-entend un monde divisé en deux camps, celui du Bien qui serait mené par les États-Unis et celui du Mal représenté par les pays nommés au sein du discours. Toujours selon les critiques, cette vision manichéenne du monde est loin de refléter la réalité des relations internationales.
Cette vision manichéenne du monde semble prendre directement sa source du protestantisme puritain américain (voire du millénarisme selon Peter Singer), qui voit le monde composé de gens bons et purs et de gens mauvais qui doivent subir les conséquences de leurs actes, sans qu'une « zone grise » n'existe entre les deux. L'« Axe du Mal » pourrait ainsi être mis en corrélation avec d'autres phénomènes de l'Histoire américaine, demeurant dans une vision binaire des choses à travers une chasse aux sorcières, comme le maccarthysme ou la cancel culture.